# Törpe gurámi
A törpe gurámi (Trichogaster lalius) a sugarasúszójú halak (Actinopterygii) osztályának sügéralakúak (Perciformes) rendjébe, ezen belül a gurámifélék (Osphronemidae) családjába tartozó faj.

## Előfordulása
A törpe gurámi ázsiai édesvízi halfaj, amelynek az eredeti előfordulási területe Pakisztánban, Indiában és Bangladesben van. Mivel az egyik legközkedveltebb kisméretű gurámifaj, a Föld számos, melegebb vidéki vízrendszerébe is bekerült.

## Képek

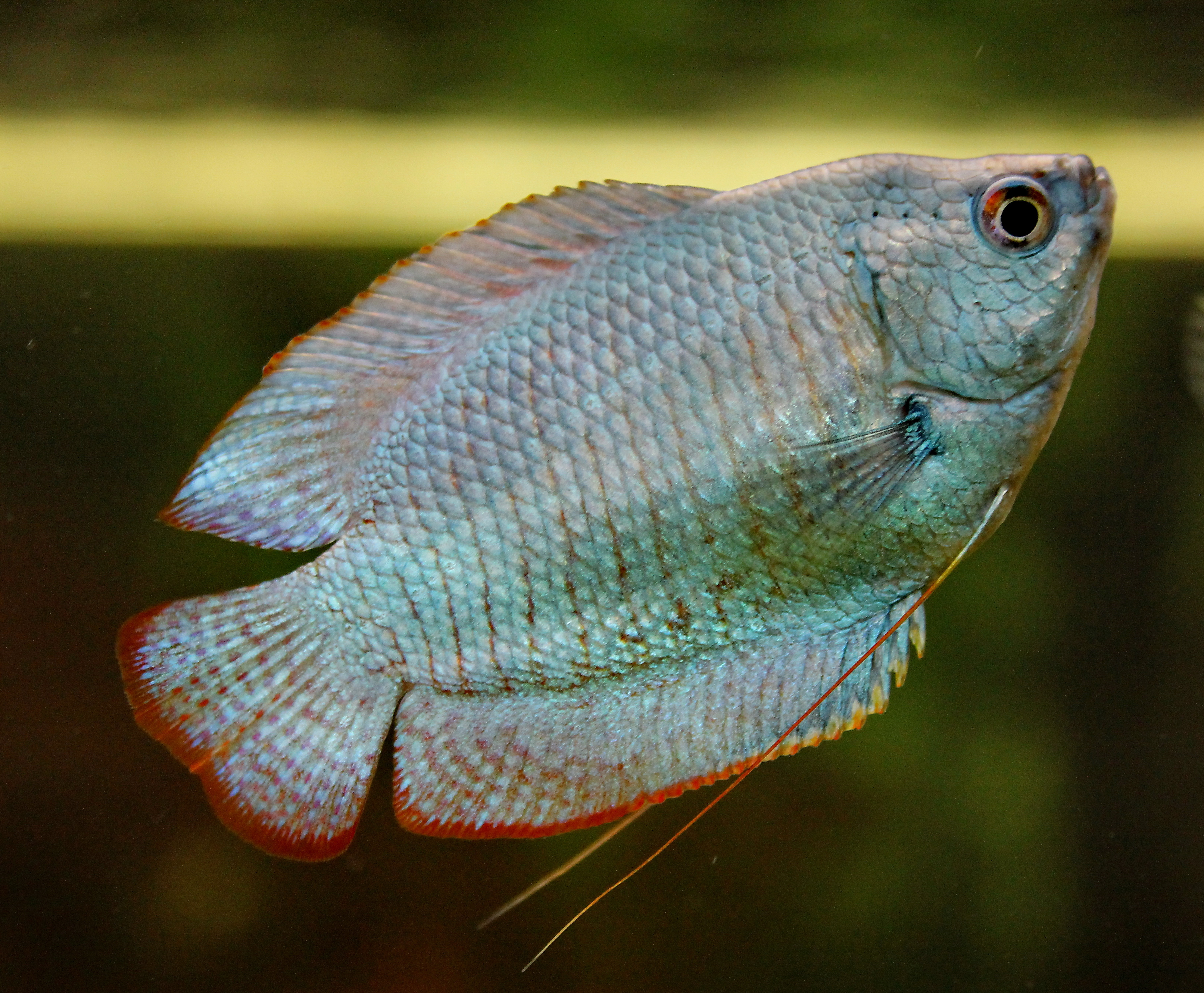
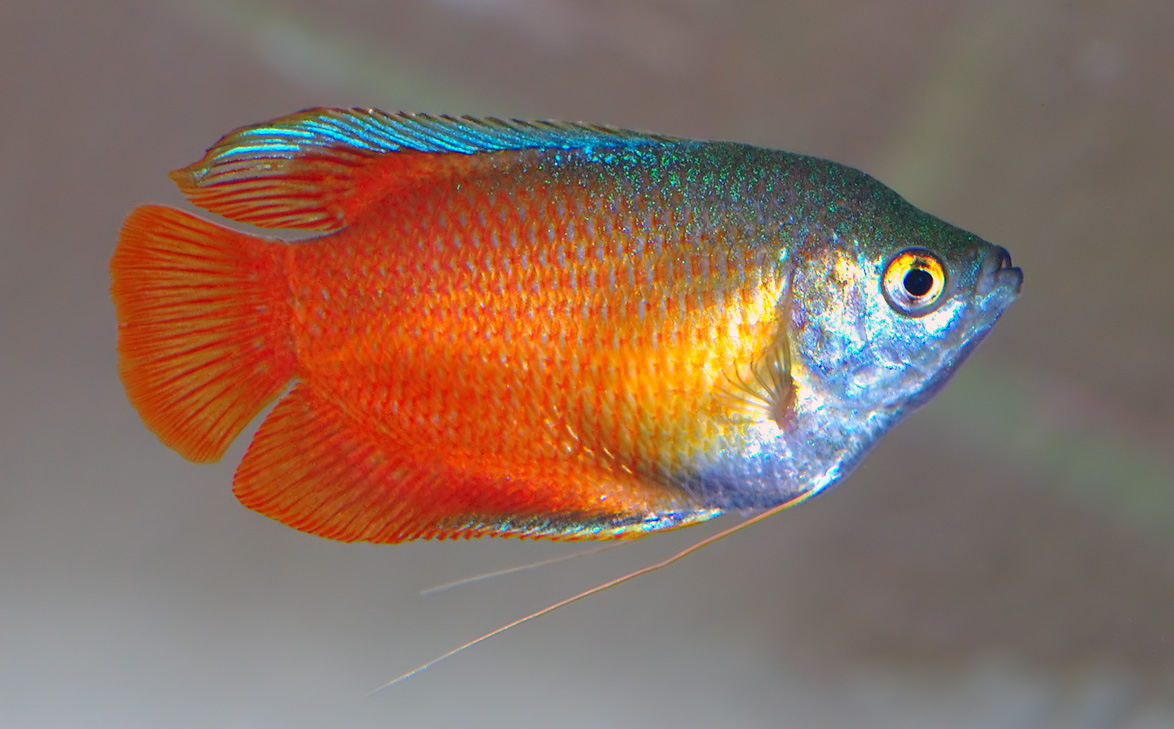
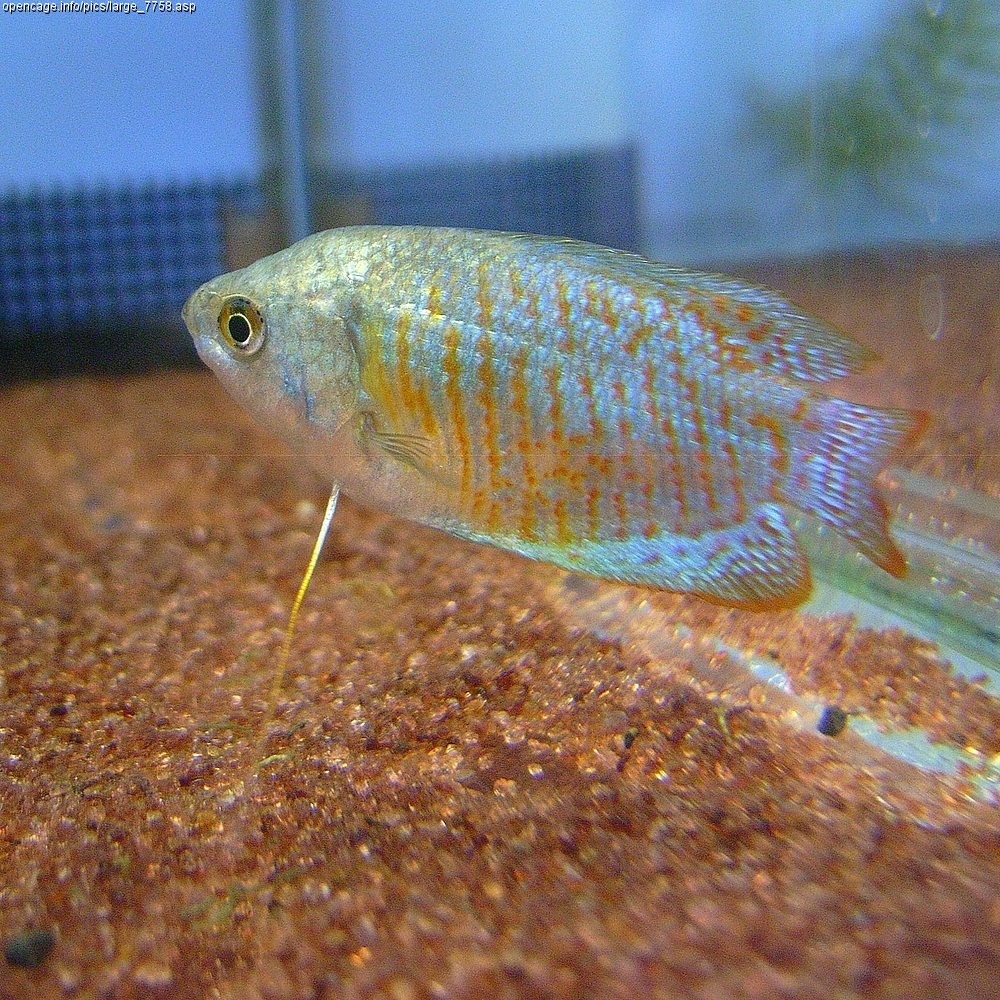
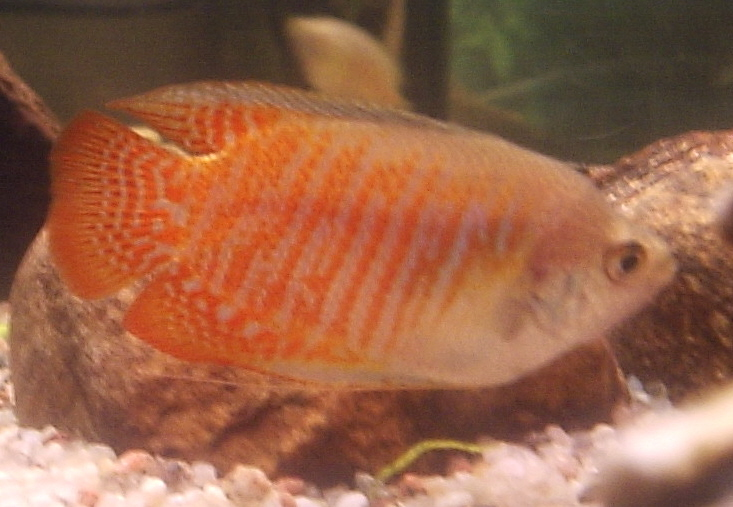
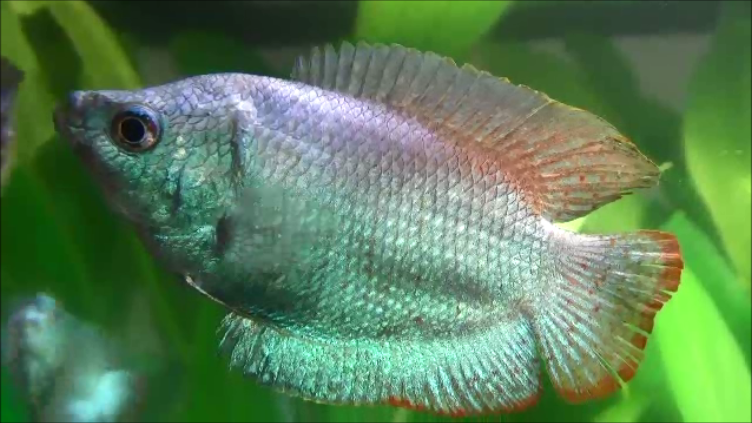

## Megjelenése
A legnagyobb példányai elérhetik a 8,8 centiméteres hosszúságot is.

## Életmódja
Trópusi halfaj, amely Dél-Ázsia édesvizeinek egyik lakója. Főleg a fenék közelében tartózkodik. A 25-28 Celsius-fokos vízhőmérsékletet és a 6-8 pH értékű vizet kedveli. A lassú folyású patakokat, kisebb folyókat és tavakat választja élőhelyül. A dús növényzetet keresi.

## Szaporodása
A lebegő, gömbszerű fészket a hím őrzi. Egy-egy fészekben akár 600 darab ikra is lehet. A kikelés gyors; 12-24 óra alatt lezajlik. Amíg az ivadék a fészekben marad, körülbelül 3 napon keresztül, addig a hím tovább őrzi őket. Miután az ivadékok megerősödtek, elhagyják a fészket és szétszóródnak. Az akváriumban, körülbelül ilyenkor ki kell venni a hímet, nehogy később felfalja utódait.

## Felhasználása
Igen kedvelt akváriumi hal; tartása és tenyésztése ipari mértékű. Tartásához legalább 60 centiméter hosszú akvárium szükséges.